# Mareil-Marly
 Mareil-Marly  es una población y comuna francesa, en la región de Isla de Francia, departamento de Yvelines, en el distrito de Saint-Germain-en-Laye y cantón de Le Pecq.

## Demografía
| 1409 | 1757 | 2542 | 3054 | 3074 | 3180 |
| Para los censos de 1962 a 1999 la población legal corresponde a la población sin duplicidades (Fuente: INSEE [Consultar]) |      |      |      |      |      |